# Ueckermannseius tenuiscutus
Ueckermannseius tenuiscutus är en spindeldjursart som först beskrevs av D. McMurtry och Moraes 1989.  Ueckermannseius tenuiscutus ingår i släktet Ueckermannseius och familjen Phytoseiidae. Inga underarter finns listade i Catalogue of Life.